# Anelay
Anelay is een Brits historisch motorfietsmerk.
John Anelay produceerde in 1952 een 123cc-racemotor. De motor met roterende inlaat was ontwikkeld door Anelay zelf, de kettingaandrijving van de inlaatschijf was van Hector McMillan. De motor werd enkele jaren lang ingezet in verschillende races, waaronder de Ultra-Lightweight TT. In 1952 werd hij bereden door Milton Sunderland en A.W. Jones, in 1955 door D. Larque en in 1957 door Ken Martin. De betrouwbaarheid was echter ondermaats. Tijdens de TT van Man haalde het merk Anelay geen enkele keer de finish en na 1957 kwam de machine niet meer in de uitslagenlijsten voor.